# Альбумарес
Albumares brunsae (лат.) — вимерлий вид безхребетних з типу  тридольних (Trilobozoa). Скам'янілості виявлені в 1976 році в долині річки Сюзьма в Приморському районі Архангельської області і датуються едіакарієм. Діаметр скам'янілостей — близько 13 мм.
Родова назва дана на честь Білого моря (лат. Mare Album), видова — на честь радянського геолога Є. П. Брунс.
Являє собою медузу зі сферичною сплощеною парасолькою і трипроменевою радіальною симетрією, яка не зустрічається у сучасних кишковопорожнинних. Від центру під кутом 120° відходять три ротові лопаті завдовжки близько 5 мм, що збереглися у вигляді валиків. На відбитках збереглися також сліди гастроваскулярної системи у вигляді радіальних валиків. У кожному з трьох секторів, розділених ротовими лопатями, від центральної частини йдуть по три канали, які чотири рази роздвоюються у напрямку до краю парасольки. По краю парасольки видно відбитки більше 100 коротких щупалець товщиною 0,15 мм.
За будовою близькі до вендських медуз роду анфеста, однак на відміну від них мають форму трилисника.
Місця знахідок скам'янілостей:
- Росія, Архангельська область, р. Сюзьма, 5 км вгору за течією від гирла.
- Південна Австралія, хребет Фліндерс, Ріпхук-Хілл (Reaphook Hill).